# Maybach

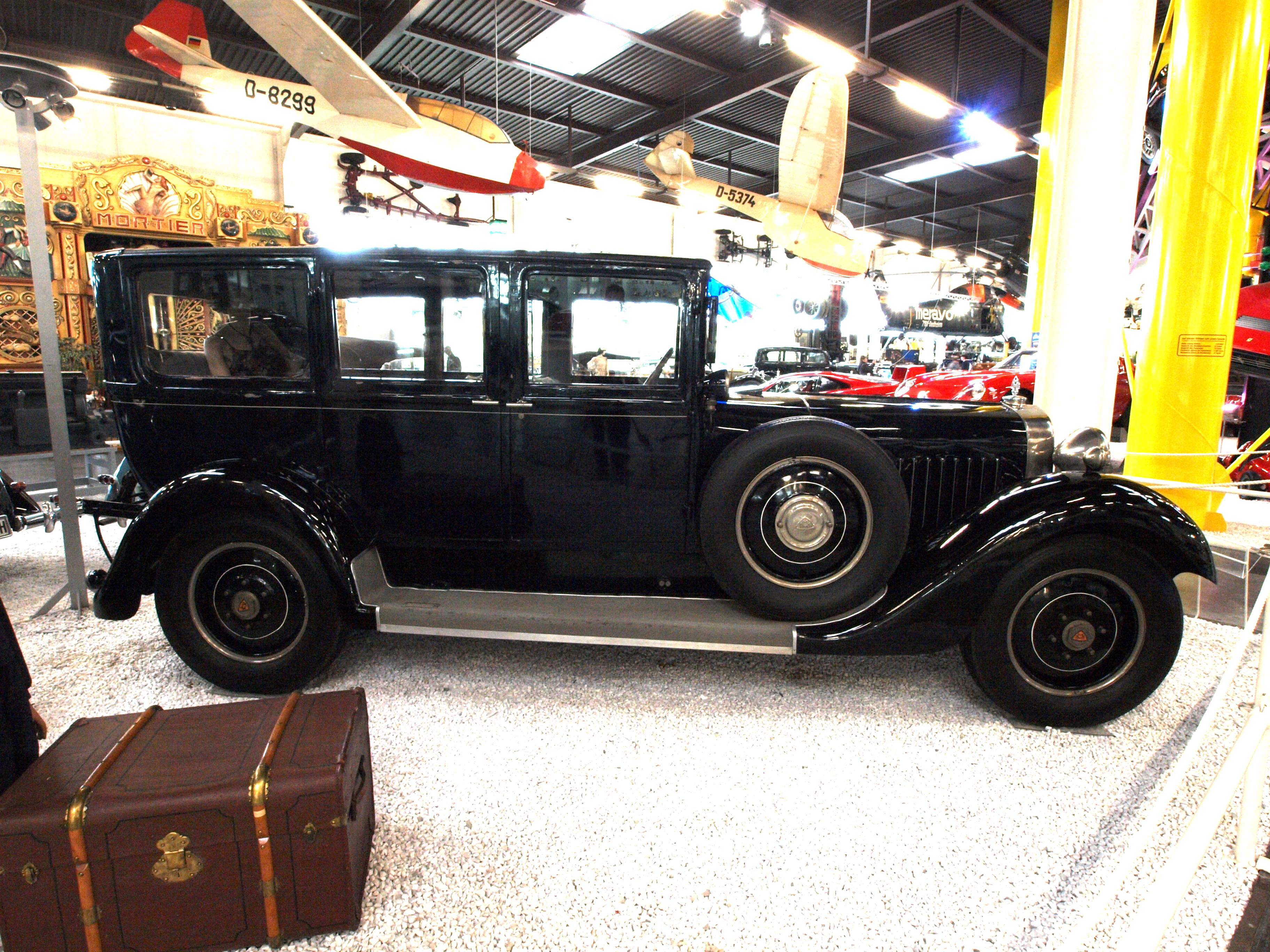
Maybach W5

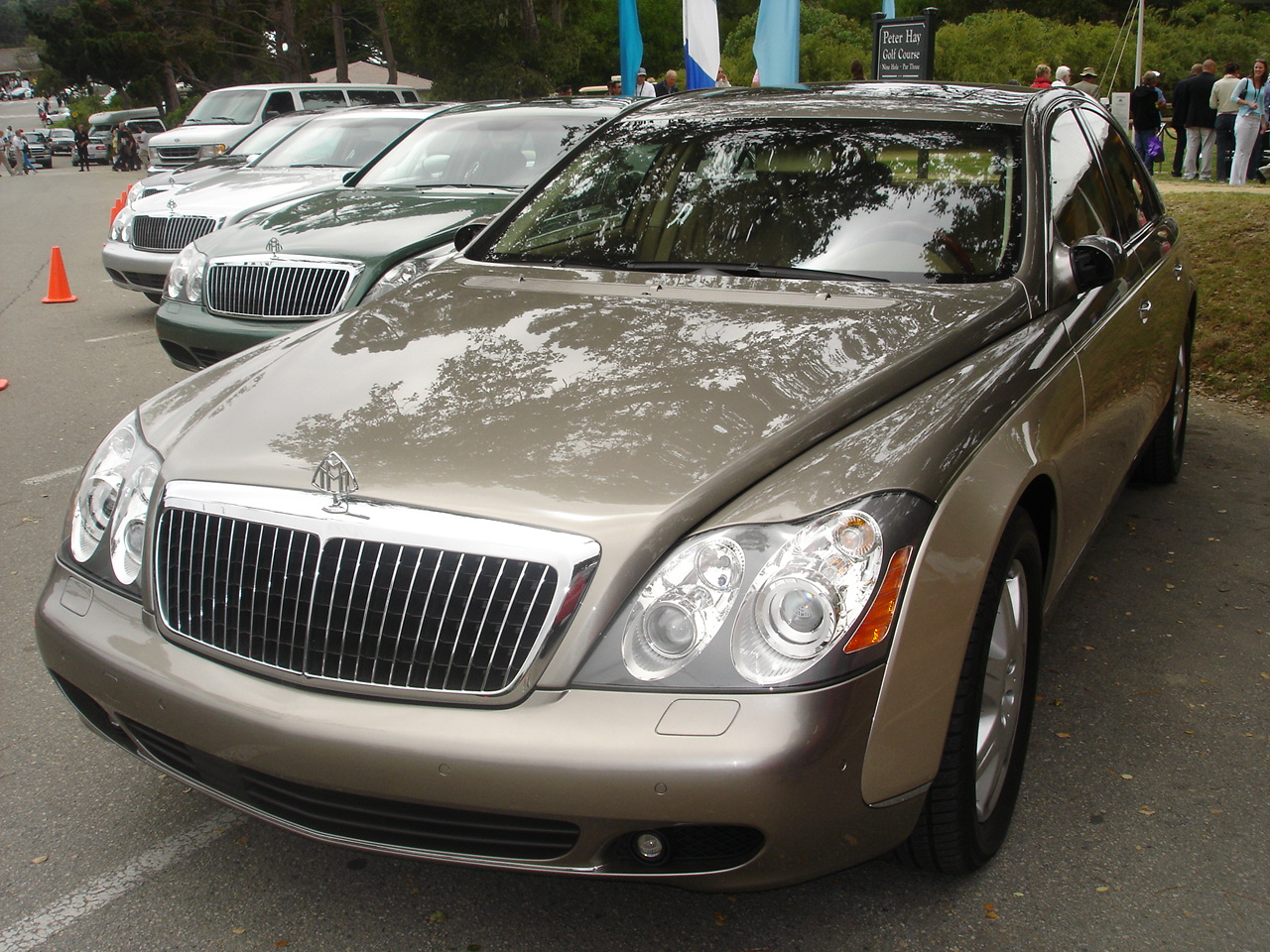
Maybach 57

Maybach Motorenbau (germană: [ˈmaɪbax]) este o marcă auto germană care există astăzi ca parte a Mercedes-Benz. Compania a fost fondată în 1909 de Wilhelm Maybach și fiul său, inițial ca o filială a Luftschiffbau Zeppelin GmbH și a fost cunoscută sub numele de Luftfahrzeug-Motorenbau GmbH până în 1999.
În 1960, Maybach a fost achiziționată de Daimler-Benz. Numele a revenit ca un brand de autovehicule ultra-lux de la sfârșitul secolului XX și începutul secolului XXI, împărțind componente semnificative cu mașinile Mercedes-Benz. După vânzări lente, Maybach a încetat să mai fie o marcă de sine stătătoare până în 2013 și a devenit (în 2015) o sub-marcă a Mercedes-Benz, care este deținută de Daimler AG. Începând cu 2018, Daimler produce o ediție ultra-lux a Mercedes-Benz Clasa S sub numele Mercedes-Maybach.Din 2019, se produce o variantă de SUV de lux, denumită Mercedes-Benz GLS 600 Maybach. 

## Legături externe
Materiale media legate de Maybach la Wikimedia Commons
- Maybach Comes to a Quiet End
- Maybach Manufaktur
- The Maybach Museum (in German)
- A biography of Wilhelm Maybach (in German)
- Technical information about Maybach engines in the Tiger I tank
- Maybach Foundation
- "Lockers Hold Spare Wheel Of Stream Line Auto", Popular Mechanics, October 1932, a streamlined auto made in co-operation with Junkers engineers, only one built
- Maybach S600 and 900 Arhivat în 22 aprilie 2016, la Wayback Machine., All About Cars, 2016
- Maybach Brand Review Arhivat în 1 decembrie 2017, la Wayback Machine.